# Hayashi Hiroyuki
Hiroyuki Hayashi (sinh ngày 5 tháng 10 năm 1983) là một cầu thủ bóng đá người Nhật Bản.

## Sự nghiệp câu lạc bộ
Hiroyuki Hayashi đã từng chơi cho Avispa Fukuoka, V-Varen Nagasaki, Tokushima Vortis, Tochigi SC và Giravanz Kitakyushu.